# Crnej
Crnej (lat. Chromis chromis) riba je iz porodice Pomacentridae ili češljoustki. Naziva se još i črnac, kaliger, čančol, prajčić, šćoka, indijanac, crnjul, crnelj. Rasprostranjen je po cijeloj hrvatskoj obali, gdje ga se može naći u brojnim jatima. 

## Opis
Crnej je vrlo lako prepoznatljiv po svojoj boji po kojoj je dobio i ime. Iako se doima crne boje, on je zapravo negdje između tamno smeđe i tamno ljubičaste boje s manjim zlatnim sjajem na velikim ljuskama pokrivenim bokovima. Mladi crneji su također lako prepoznatljivi po svojoj jarkoj modroj boji. Tijelo mu je spljošteno s boka i oblo. Ima kratku glavu s malim ustima i malim očima. Sve peraje dobro su razvijene, a najviše prsne. Živi u priobalju, na dubinama do 40 m, a može narasti do 25 cm. Kod nas su primjerci crneja manji, najveći naraste do 16 cm duljine i 80 g težine. Mrijeste se ljeti (lipanj i srpanj), kada ženka polaže ljepljiva jaja u obliku niti na kamenitom ili pješčanom dnu. Do pojave mladih, jajašca čuva mužjak. Hrani se algama, te sitnim životinjicama. 

## Gospodarska vrijednost
Iako je vrlo ukusna riba, nema posebnu važnost u prehrani radi svoje male veličine i relativno velikog broja kosti. Teško ga se može vidjeti na tržnicama, osim ponekad na južnom dijelu Jadrana, kamo ga se redovito soli, na isti način kao i srdelu i inćuna. Poznavaoci ribolova tvrde da je odličan mamac prilikom lova parangalom, posebno za ugore i murine.

## Rasprostranjenost
Živi na području istočnog Atlantika, od Portugala do Gvinejskog zaljeva, te diljem Mediterana.

## Poveznice
|  | Zajednički poslužitelj ima još gradiva o temi Crnej |
|  | Wikivrste imaju podatke o taksonu Crnej             |